# André Durussel

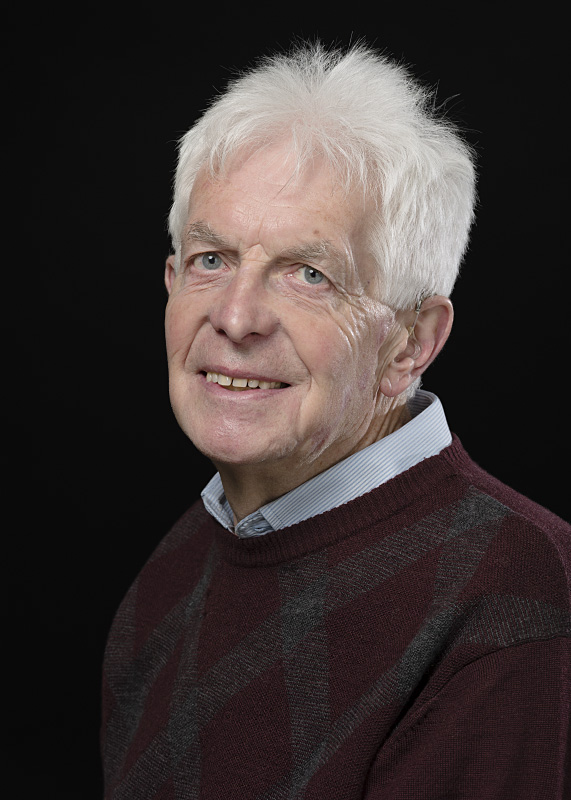
André Durussel (2015)

André Durussel (* 24. September 1938 in Lausanne) ist ein Schweizer Schriftsteller.

## Leben
André Durussel, aufgewachsen im Vallée de Joux, in La Rippe-sur-Nyon und Le Mont-sur-Lausanne, lernte Elektromechaniker. Nach einer Weiterbildung zum Operateur für Kernanlagen in Würenlingen arbeitete er im Versuchsatomkraftwerk Lucens, später als Bauzeichner an verschiedenen Orten. Von 1983 bis 2003 war er als Dokumentalist bei Énergie Ouest Suisse tätig.
Durussel war 1975 Gründer und bis 2000 Redaktor der Kulturzeitschrift Espaces. Er ist Mitglied des Vereins Autorinnen und Autoren der Schweiz (AdS) und lebt in Chêne-Pâquier.

## Werke

### Lyrik
- Le poids léger des jours, Genève 1967
- L’épine noire, Zürich 1972
- Prières et autres poèmes, Moutier 1974
- Job éprouvé, Moutier 1977
- Jonas retranché, Genève 1987
- Chemins de vers, Pailly 2008
- La Maison invisible, Genève 2009

### Prosa
- Notre Marienbad, Lausanne 1998
- J’ai gardé la frontière. Roman documentaire, Paris 2014

### Essays
- Georges Borgeaud, Fribourg 1990
- Journal d’Héli, Poliez-le-Grand 1992
- L’Or du naufrage, Pailly 2004
- Denis de Rougemont et l’école, Fleurier 2006
- Chêne-Pâquier à la lumière de son passé (mit Jean-Marie Veya), 2019